# Baphia dewevrei
Baphia dewevrei är en ärtväxtart som beskrevs av De Wild. Baphia dewevrei ingår i släktet Baphia och familjen ärtväxter. Inga underarter finns listade i Catalogue of Life.